# Загражден (Смолянська область)
Загра́жден (болг. Загражден) — село в Смолянській області Болгарії. Входить до складу общини Баніте.

## Населення
За даними перепису населення 2011 року у селі проживали 345 осіб, з них 325 осіб (99,7%) — болгари.
Розподіл населення за віком у 2011 році:
Динаміка населення: